# Bázlivec kukuřičný
Bázlivec kukuřičný (Diabrotica virgifera) je brouk z čeledi mandelinkovití, který může způsobit značné škody na úrodě kukuřice. Zatímco dospělci se živí na bliznách a způsobují tzv. hluchost klasů, larvy ožírají kořeny a přispívají tak k vyvracení a schnutí rostlin. Brouk pochází z Ameriky, do Evropy byl zavlečen na přelomu 80. a 90. let 20. století, od té doby se invazivně šíří kontinentem. V České republice je veden jako karanténní škůdce.

## Životní cyklus
V prostředí České republiky jde o hmyz jednogenerační. Oplodněná samička (k oplodnění dochází v červenci či srpnu) naklade 7–10 dnů po oplození do půdy (do hloubky asi 10–15 cm) až 1000 vajíček (obvykle ovšem jen 200–300), která přežijí zimu (za předpokladu, že se nevyskytnou dlouhodobější mrazy s teplotou pod −8 °C. Vajíčka se v evropských podmínkách líhnou od poloviny května do poloviny června. Larvální vývoj trvá cca 1–2 měsíce (71 dnů při teplotě 15 °C a 27 dnů při teplotě 29 °C). K zakuklení dochází těsně pod povrchem půdy, dospělci se líhnou zhruba po 5–10 dnech. Dospělci mají výrazné letové schopnosti umožňující jim další šíření.

## Škody
Míra škod samozřejmě závisí na počtu jedinců, kteří je tvoří. Mladé larvy ožírají jemné kořenové vlásnění a boční kořeny kukuřice seté, starší se pouští i do velkých kořenů. Dospělci jsou méně vybíraví ve svém jídelníčku, ovšem s oblibou ožírají blizny kukuřice, takže mohou způsobit hluchost klasu. Zničení úrody může být až stoprocentní.